# 天祖神社 (江戸川区南篠崎町)
天祖神社（てんそじんじゃ）は、東京都江戸川区の神社。

## 歴史
創建年代は不明である。ただ1817年（文化14年）に再建され、1857年（安政4年）に社殿が再興されたことから、江戸時代には既に存在していたものと推測される。
1873年（明治6年）に「天祖神社」に改称し、村社に列格している。1965年（昭和40年）、東京オリンピック記念事業として鉄筋コンクリート造の社殿を新築した。
境内には、「上鎌田の富士塚」と呼ばれる富士塚がある。1886年（明治19年）に築造されたものである。現在、江戸川区の文化財に登録されている。

## 文化財
- 上鎌田の富士塚 - 江戸川区登録有形民俗文化財・民俗資料、昭和58年3月15日告示[3]

## 交通アクセス
- 瑞江駅より徒歩10分（経路案内）。